# Зырянов, Глеб Игоревич
Глеб И́горевич Зыря́нов (род. 16 апреля 1992 года, Кирово-Чепецк, Кировская область, Россия) — российский хоккеист, нападающий.

## Биография
Родился в 1992 году в Кирово-Чепецке. Воспитанник ДЮСШ местного хоккейного клуба «Олимпия» (первый тренер С. Н. Быков).
В 2008 году переехал в Нижний Новгород и стал выступать за фарм-клуб «Торпедо» «Торпедо-2», в 2009 году преобразованный команду Молодёжной хоккейной лиге «Чайка».
В 2012 году перешёл в ярославский «Локомотив» (КХЛ), откуда привлекался для игр за его молодёжный фарм-клуб «Локо». В 2013—2016 годах выступал за клубы ВХЛ — пензенский «Дизель» и волжскую «Ариаду», а с 2016 года перешёл в команду КХЛ «Сибирь» Новосибирск, первоначально привлекаясь и к играм за сотрудничающий с нею ангарский клуб «Ермак» (ВХЛ). Сезон 2019/2020 начал клубах ВХЛ — новокузнецком «Металлурге» и ташкентском «Хумо», в середине сезона вернулся в «Сибирь». В сезоне 2020/2021 вошёл в состав китайского клуба «Куньлунь Ред Стар», выступающего в КХЛ. 11 ноября 2020 года подписал пробный, а 2 декабря — полноценный контракт с рижским «Динамо». В следующем сезоне вошёл в состав хабаровского «Амура», в сезоне 2022/2023 перешёл во владивостокский «Адмирал». Сезон 2023/2024 начал в составе клуба Словацкой первой лиги «Прешов», продолжил в клубе «Рязань-ВДВ» во Всероссийской хоккейной лиге, в следующем сезоне вернулся в родной Кирово-Чепецк в состав перешедшей в ВХЛ «Олимпии», по ходу сезона перешёл в орский «Южный Урал».
В составе юниорской сборной России был участником чемпионата мира среди юниорских команд (Белоруссия, 2010 год — 4 место), был бронзовым призёром Кубка вызова 2009 года среди юниорских сборных России, США, Канады, Швеции и Финляндии и победителем Турнира шести наций 2010 года среди юниорских сборных России, США, Швеции, Финляндии, Чехии и Белоруссии.